# 塞迈涅
塞迈涅，是匈牙利沃什州所辖的一个村，总面积11.80平方公里，总人口309，人口密度26.2人/平方公里（2010年1月1日）。